# Baihe
Baihe (en chino, 白河; pinyin, Báihé, léase Bái-Jə) es un condado  bajo la administración directa de la Prefectura Ankang en la Provincia de Shaanxi, República Popular China.  Su área es de 1453 km² y su población total para 2010 superó los 160 mil habitantes. 

## Administración
Desde julio de 2020, el  Condado Baihe se divide en 11 pueblos administrados en poblados.